# Manchar
Manchar är en ort i Indien.   Den ligger i distriktet Pune och delstaten Maharashtra, i den sydvästra delen av landet, 1 100 km söder om huvudstaden New Delhi. Manchar ligger 674 meter över havet och antalet invånare är 14 740.
Terrängen runt Manchar är huvudsakligen platt, men västerut är den kuperad. Runt Manchar är det ganska tätbefolkat, med 199 invånare per kvadratkilometer. Närmaste större samhälle är Kalamb, 4,6 km norr om Manchar. Trakten runt Manchar består till största delen av jordbruksmark.